# Grotte vicine

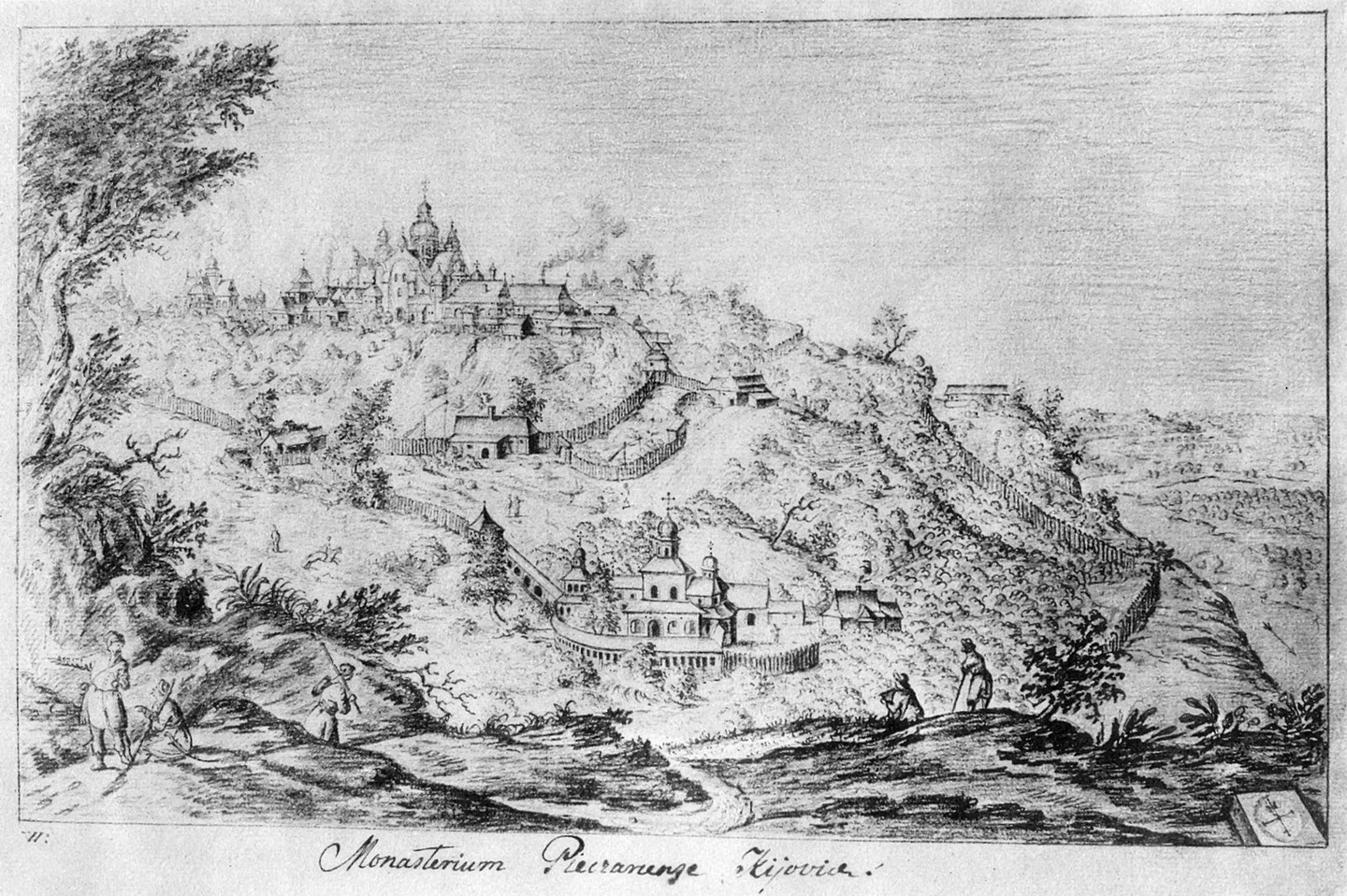
Le Grotte Vicine dipinte da A. van Vesterfeld nel 1651.

Le Grotte Vicine, anche dette grotte di Sant'Antonio (in ucraino Ближні печери?, Blyžni pečery; in russo Ближние пещеры?, Bližnie peščery) sono un complesso insieme di grotte e di tunnel posto nei pressi del monastero delle grotte di Kiev, la capitale dell'Ucraina. Le Grotte Vicine hanno una lunghezza totale di 383 metri e sono situate a una profondità di 5 - 20 metri dalla superficie. (mappa del monastero).
Il complesso delle grotte vicine è stato fondato nel 1057 da sant'Antonio di Pečers'k il quale, dopo aver nominato Barlaam egumeno ed avere affidato a quest'ultimo la direzione del monastero da lui fondato, si ritirò presso queste, iniziando ad ampliarle per renderle abitabili.

## Edificazione delle Grotte Vicine
Le grotte vicine contengono la sotterranea chiesa di Sant'Antonio, la chiesa dell'Accesso della Madre di Dio al Tempio e la chiesa di San Barlaam. Le grotte hanno inoltre 79 sepolcri tra i quali vi sono quelli dello storico Nestore, degli artisti di icone bizantini Alipij e Grigorij, del medico Agapito, del fedele Sperydon, del principe-asceta Nikolaj Sviatoša, del santo martire della Chiesa ortodossa Kukša, come dell'eroe epico e, nonostante la carenza di dati storici certi, santo per la Chiesa ortodossa russa, Il'ja Muromec. Durante l'esame di quelli che la tradizione vuole siano i resti del famoso "cavaliere errante" russo, fu stabilito che, qualsiasi fosse la reale identità del cadavere, questi fu ucciso da un'arma con la punta acuminata, probabilmente un coltello o una daga. Secondo la leggenda un gruppo di angeli lo trasportò dal luogo in cui morì fino alle grotte del Lavra, dove fu seppellito.

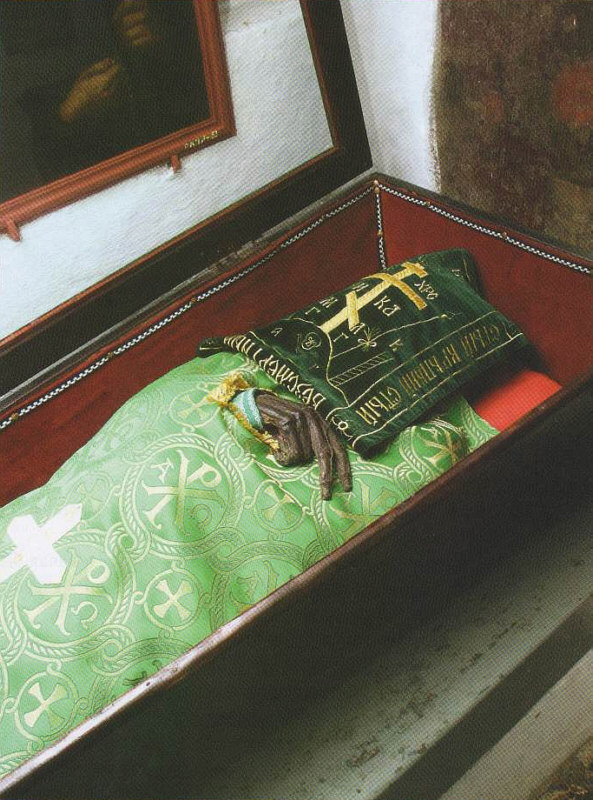
Sarcofago di Il'ja Muromec

Il luogo di culto più importante delle grotte è tuttavia il Tempio dell'elevazione della croce (Chrestovozdvižens'ka), che fu costruito in stile barocco ucraino tra il 1700 e il 1704. La chiesa contiene icone del 1769 che si sono fortunatamente conservate intatte fino ai giorni nostri. Dal XIX secolo la chiesa svolse poi il ruolo di sepolcro per i Metropolita di Kiev. Il vecchio refettorio del tempio è collegato con le celle dei monaci da un portico colonnato classicheggiante datato 1830.
Ai piedi della collina dove è sito si trova la torre campanaria delle grotte che fu disegnata e costruita dall'architetto S. Kovnir nel 1760.
All'interno delle Grotte sono stati inoltre recentemente scoperti due pozzi, secondo le leggende scavati da sant'Antonio e san Teodosio di Pečers'k.
Sopra di questi è stata costruita una cappella, oggi conosciuta con il nome di Chiesa della fonte donatrice di vita, in onore di un'icona della Madonna contenuta all'interno.